# Iglesia monasterio de San Marcos (Jerusalén)
La Iglesia monasterio de San Marcos (en hebreo: כנסיית סנט מרק) Es una iglesia siria ortodoxa en el Barrio Armenio de la Ciudad Vieja de Jerusalén, Israel. De acuerdo con una inscripción del siglo VI encontrada durante una restauración en 1940, la iglesia estaría en el sitio antiguo de la casa de María, madre de San Marcos el Evangelista (Hechos 12:12) y el lugar de la Última Cena de Cristo con sus discípulos.
"Esta es la casa de María, madre de Juan, llamado Marcos, proclamada iglesia por los santos apóstoles bajo el nombre de la Virgen María, madre de Dios, después de la ascensión de nuestro Señor Jesucristo al cielo. Ha sido reconstruida después de la destrucción de Jerusalén por Tito en el año 73 DC "
La historia registra que el sitio fue visitado por muchos peregrinos antiguos tanto del Oeste como del Este, incluyendo el peregrino de Burdeos en 333, San Cirilo de Jerusalén en 348, y Silvia la monja española en el 385.
Este es el centro de la comunidad siria ortodoxa (siria), que fue establecida según la tradición por el apóstol San Pedro. El monasterio de San Marcos fue reconstruido varias veces: en el siglo VI, en el 1009, 1718, 1791, 1833, 1858 y en 1940.

## Véase también

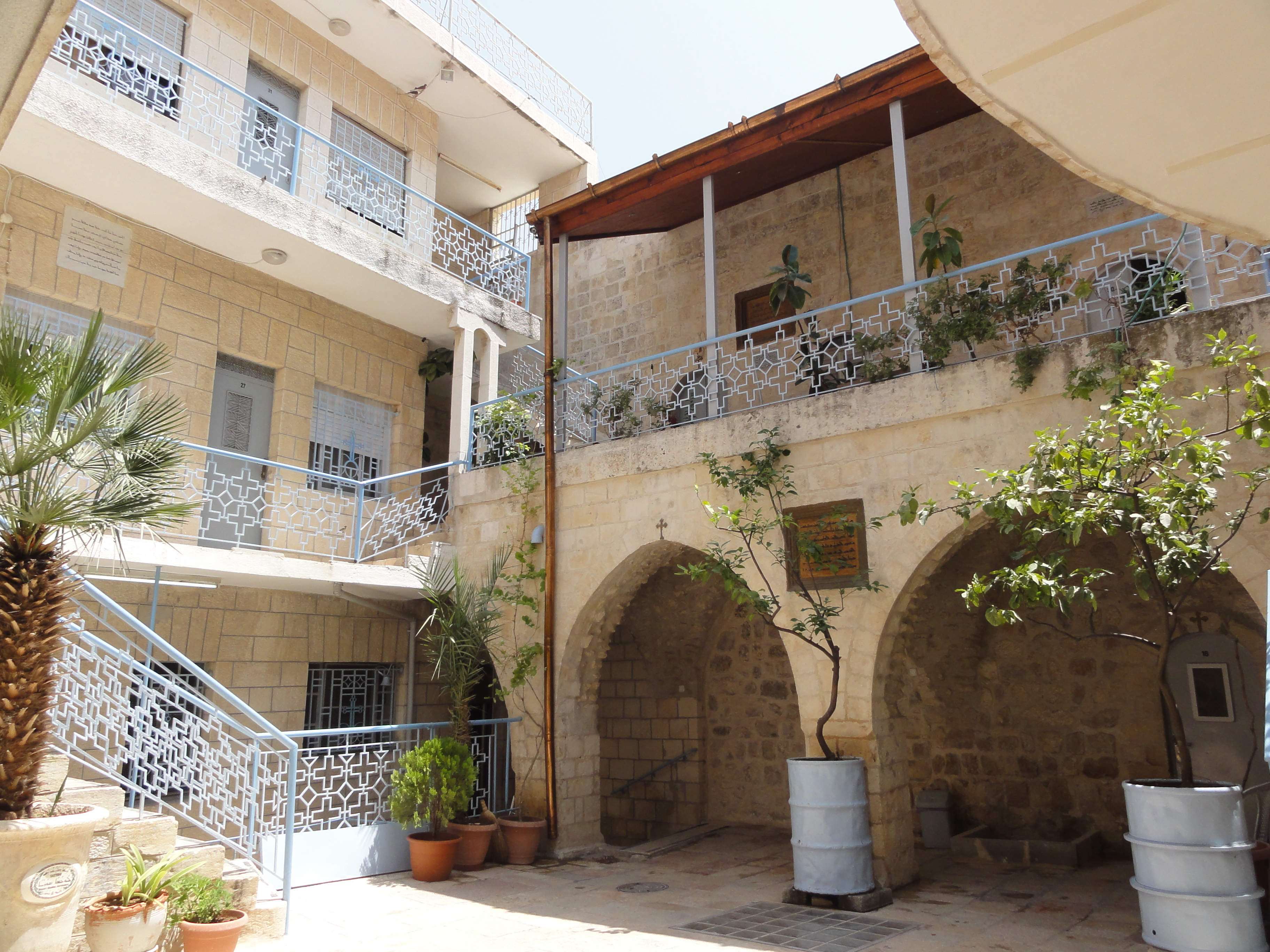
Vista interna